# Брілліант (Алабама)
Брілліант (англ. Brilliant) — місто (англ. town) в США, в окрузі Меріон штату Алабама. Населення — 845 осіб (2020).

## Географія
Брілліант розташований за координатами 34°1′31″ пн. ш. 87°46′9″ зх. д. / 34.02528° пн. ш. 87.76917° зх. д. (34.025353, -87.769145).  За даними Бюро перепису населення США в 2010 році місто мало площу 27,69 км², уся площа — суходіл.

## Демографія
Згідно з переписом 2010 року, у місті мешкало 900 осіб у 417 домогосподарствах у складі 258 родин. Густота населення становила 33 особи/км².  Було 512 помешкання (18/км²).
Расовий склад населення:
| - 98,3 % — білих - 0,2 % — чорних або афроамериканців - 0,1 % — корінних американців - 0,1 % — азіатів |

До двох чи більше рас належало 1,0 %. Частка іспаномовних становила 1,6 % від усіх жителів.
За віковим діапазоном населення розподілялося таким чином: 21,2 % — особи молодші 18 років, 58,7 % — особи у віці 18—64 років, 20,1 % — особи у віці 65 років та старші. Медіана віку мешканця становила 43,8 року. На 100 осіб жіночої статі у місті припадало 85,2 чоловіків;  на 100 жінок у віці від 18 років та старших — 80,4 чоловіків також старших 18 років.
Середній дохід на одне домашнє господарство  становив 32 870 доларів США (медіана — 25 893), а середній дохід на одну сім'ю — 42 360 доларів (медіана — 40 833). Медіана доходів становила 35 441 долар для чоловіків та 25 938 доларів для жінок. За межею бідності перебувало 22,5 % осіб, у тому числі 30,8 % дітей у віці до 18 років та 21,0 % осіб у віці 65 років та старших.
Цивільне працевлаштоване населення становило 273 особи. Основні галузі зайнятості: освіта, охорона здоров'я та соціальна допомога — 22,7 %, виробництво — 21,6 %, публічна адміністрація — 11,7 %, сільське господарство, лісництво, риболовля — 8,4 %.